# يوشيكادز كتو
يوشيكادْزُ گٌتو (باليابانية: 後藤 義一) (20 فبراير 1964 في شيزوكا في اليابان – )؛ هو لاعب كرة قدم ياباني سابق كان يلعب كلاعب وسط.

## روابط خارجية
- يوشيكادز كتو على موقع رابطة كرة القدم اليابانية للمحترفين (اليابانية)
- يوشيكادز كتو على موقع عالم كرة القدم.نت (الإنجليزية)